# Глухой Ток
Глухой Ток (бел. Глухі Ток) — деревня в Березинском районе Минской области Беларуси. Входит в состав Березинского сельсовета.

## География
Деревня находится в восточной части Минской области, на правом берегу реки Полозы, к югу от автодороги М4, на расстоянии приблизительно 1 километра (по прямой) к юго-западу от города Березино, административного центра района. Абсолютная высота — 154 метра над уровнем моря. Площадь населённого пункта — 0,3783 км².

## История
По письменным источникам деревня известна с XVIII века. В 1800 году упоминается как владельческая деревня в собственности у помещика Воловича.
В 1897 году входила в состав Игуменского уезда Минской губернии, насчитывалось 11 дворов и 96 жителей.
По состоянию на 1909 год, в Токе Глухом имелось 12 дворов и проживал 80 человек. В административном отношении деревня входила в состав Погостской волости.
В 1934 году, в ходе проведения коллективизации, был образован колхоз «Стяг Ленина».

## Население
По данным переписи 2019 года, в деревне проживало 210 человек.
| Год  | Население, человек |
| ---- | ------------------ |
| 1800 | 24                 |
| 1858 | ↗ 51               |
| 1897 | ↗ 96               |
| 1909 | ↘ 80               |
| 1917 | ↗ 91               |
| 1926 | ↗ 184              |
| 1960 | ↗ 187              |
| 2003 | ↗ 250              |
| 2008 | ↗ 252              |
| 2009 | ↘ 193              |
| 2019 | ↗ 210              |